# YBS T&L
株式会社YBS T&L（ワイビーエス ティー・アンド・エル）は山梨県甲府市に本社を持つ旅行業および保険代理業を営む山日YBSグループの企業である。
旧社名である山日トラベル（旅行会社）と山日リズ（保険代理店）を合併統合、社名はそれぞれの頭文字から採用。
旅行業と保険代行業を合併し、2004年7月1日に設立した。

## 部署一覧

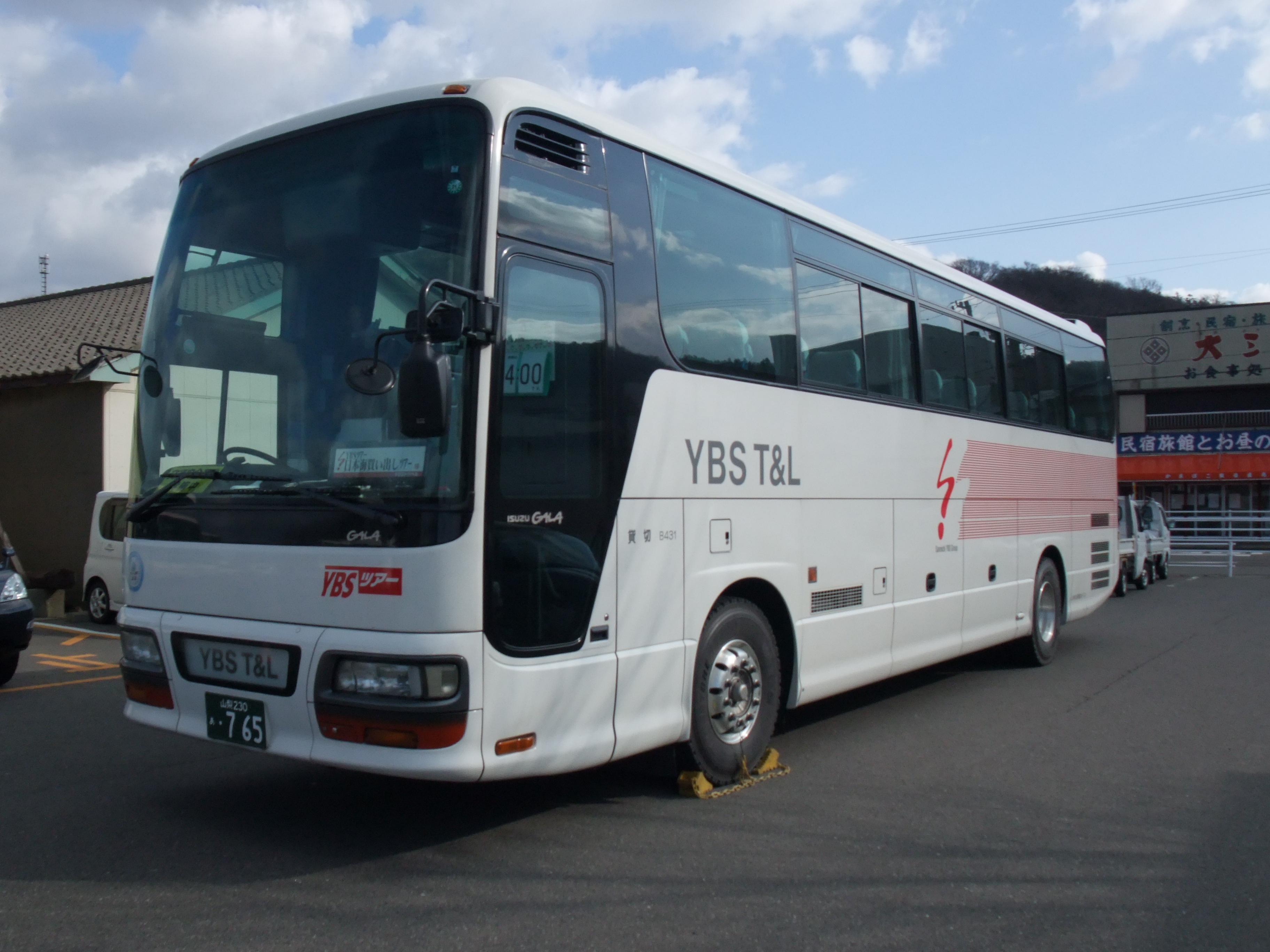
YBSツアー専用バス「わっピィ1号」

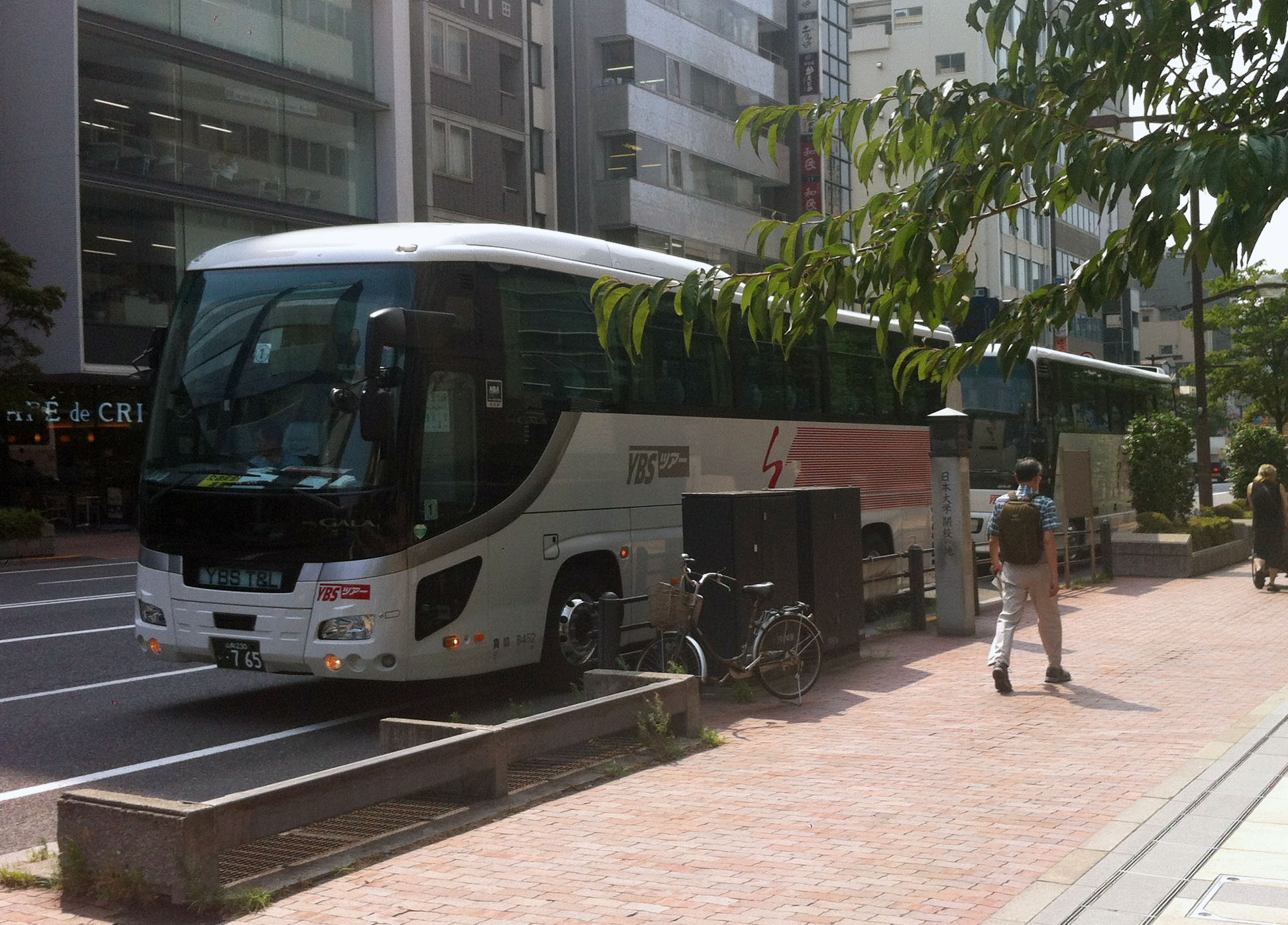
YBSツアー専用バス「わっピィ2号」（後方は「わっピィ1号」）

### 旅行事業本部
- 旅行会社であるYBSトラベル（ワイビーエストラベル、YBS Travel）として1973年に設立。
- 国内および海外旅行のパッケージツアーを多く提供している。また県内の旅行会社9社合同で「YBS旅ねっと会」を組織し、それに関連したYBSツアーを行なっている。
- 国内旅行についてはYBSツアー専用バス「わっピィ」を2台保有している。車体はいすゞ・ガーラ（1号はHD、2号はSHD）であり、運行および整備を山梨交通観光バスに委託している。普段は山梨交通敷島営業所に常駐しており、YBSツアーが催行される時のみ運行される。2台ともナンバープレートはYBSラジオの周波数に因んで765を希望ナンバーで取得する。

### 保険・調査事業本部
- 保険代行業であるYBSリズ（ワイビーエスリズ、YBS Lis）として設立。
- 生命保険と損害保険の代行を営む他に、親会社がマスメディアということを生かして世論調査や音楽配信の事業も行なっている。